# Virgilio Llanos Manteca
Virgilio Llanos Manteca (Zafra, 1896-Moscú, 2 de abril de 1973) fue un apuntador teatral, político y militar español.

## Biografía
Nacido en Zafra en 1896, antes de la guerra había trabajado como apuntador de teatro.
Tras el estallido de la guerra civil se unió a las milicias republicanas. Miembro del Partido Socialista Unificado de Cataluña (PSUC) y de la UGT, fue comisario político de la expedición republicana que desembarcó en Mallorca, y más tarde lo sería en la columna «López-Tienda» que tomó parte en la defensa de Madrid. Avanzada la contienda, sería comisario político del XII Cuerpo de Ejército. Llegó a declarar como testigo durante el proceso judicial contra los líderes del POUM. En marzo de 1939, en los últimos días la guerra, acompañó a las fuerzas republicanas que aplastaron la sublevación profranquista de la base naval de Cartagena. Al final de la contienda se exilió en la Unión Soviética junto a otros militantes comunistas. 
Desde 1939 fue miembro del Partido Comunista de España. En la URSS trabajaría entre como corrector de español en la Editorial Pravda, entre 1950 y 1957, y con posterioridad lo haría en la Editorial Progreso.
Falleció en Moscú en 1973, víctima de un infarto.

## Familia
Contrajo matrimonio con la actriz Francisca Más Roldán, con la que tuvo tres hijos: Carmen, Virgilio y Carlos.